# Удар по Константиновке 6 сентября 2023 года
Удар по Константиновке произошёл 6 сентября 2023 года в ходе российского вторжения в Украину. Удар унёс жизни 15 человек и ранил 36. Он стал самым смертоносным ударом по территории Украины за несколько месяцев 2023 года.
Согласно расследованию газеты The New York Times, удар произошёл в результате падения украинской зенитной ракеты, возможно, из-за неисправности. Официальные лица Украины отрицают ответственность за произошедшее, обвиняя в ударе российских военных.

## Ход событий
С утра 6 сентября город обстреливали артиллерией войска российского Южно-Сахалинского 68-го армейского корпуса, ранив одного человека. Днём около 14:00, когда жители приходили на рынок за покупками был совершён ещё один удар. В результате удара вспыхнул пожар площадью 300 м2 и был повреждён пятый этаж жилого дома. По данным Донецкой областной прокуратуры, удар унёс жизни 15 человек и ранил 36 (первоначально сообщали о 17 погибших и наличии среди них ребёнка, что не подтвердилось). Были повреждены примерно тридцать торговых павильонов, сгорело и несколько легковых автомобилей. В 18:00 поисковая операция была завершена.
Удар случился спустя несколько часов после прилёта госсекретаря США Энтони Блинкена в Киев.
Донецкая областная прокуратура возбудила уголовное дело о нарушении законов и обычаев войны (ч. 2 ст. 438 УК Украины). Было начато расследование.

## Обстоятельства
Ракета прилетела с северо-запада, с контролируемой Украиной территории, о чём свидетельствуют направление взгляда людей на видеозаписи удара, поворачивающих голову в сторону приближающейся ракеты, а также отражения ракеты в крышах автомобилей. Согласно расследованию газеты The New York Times, на это же указывает характер повреждений от взрыва.
Ракета взорвалась в нескольких метрах над землёй. На земле и окружающих зданиях остались многочисленные следы, нанесённые поражающими элементами.

## Версии
Сразу после произошедшего украинские СМИ со ссылкой на украинских военных сообщили, что удар был нанесён ракетами зенитного комплекса С-300. Позднее эту же версию озвучили в Службе безопасности Украины. Президент Украины Владимир Зеленский заявил, что причиной случившегося стал обстрел, произведённый российской артиллерией. 12 сентября Михаил Подоляк заявил, что удар был нанесен при помощи РСЗО. Российская сторона произошедшее не комментировала.
Согласно расследованию, опубликованному 18 сентября 2023 года газетой The New York Times, произошедшее стало следствием взрыва ракеты 9М38, выпущенной украинским зенитно-ракетным комплексом «Бук», во время защиты от развязанной Российской Федерацией войны против Украины. Попадание ракеты, вероятно, было трагической случайностью, вызванной её неисправностью. Журналисты издания смогли посетить место удара, опросить свидетелей и собрать обломки ракеты несмотря на то, что, по утверждению издания, украинские власти вначале пытались помешать этому. Размеры и форма отверстий, оставленных поражающими элементами, и найденного журналистами поражающего элемента соответствуют таковым для ракеты ЗРК «Бук» и не соответствуют другим ракетам, в том числе используемых ЗРК С-300. Этот вывод подтвердили изданию двое независимых военных экспертов. Издание указало, что за несколько минут до удара очевидцы слышали пуски ракет в контролируемой Украиной Дружковке (в 10 км к северо-западу от Константиновки) и видели полёт ракет в направлении Константиновки, а журналистам издания удалось обнаружить предположительные места запуска ракет.
7 сентября основатель расследовательской группы Conflict Intelligence Team (CIT) Руслан Левиев предположил, что взорваться могла украинская ракета HARM вследствие трагической случайности, указав на то, что ранее эти ракеты уже попадали по гражданским ракетам. Военный обозреватель Bild Юлиан Репке не взялся делать выводы о принадлежности ракеты украинским или российским войскам, указывая на использование обеими сторонами управляемых крылатых ракет, способных изменять траекторию полета. Левиев отмечал, что за несколько минут до взрыва местные жители сообщали о пусках ракет с украинских самолётов.

## Реакция

### Украина
Президент Украины Владимир Зеленский отметил:

В настоящее время удар российских террористов убил 16 человек в городе Константиновке, Донецкая область. Обычный рынок. Магазины. Аптека. Ничем не провинившиеся люди. Много раненых. К сожалению, количество погибших и пострадавших может ещё возрасти. Мои соболезнования всем, кто потерял родных! Быстрее всего надо победить это российское зло.
Удар прямо по рынку, по магазинам, по аптеке… Это гражданское место, там нет никаких воинских частей.
12 сентября глава офиса Президента Украины Михаила Подоляк заявил, что украинская сторона не будет расследовать удар по Константиновке, так как «всё очевидно […] это один из ракетных ударов Российской Федерации».
Как уточнил Михаил Подоляк: «Именно Россия начала вторжение в Украину, и именно она несет ответственность за развязывание войны в нашей стране. И именно Россия регулярно наносит массированные удары по гражданской инфраструктуре и гражданскому населению. Украина же ведет исключительно оборонительные действия, защищая себя и свои территории».
Подоляк, комментируя расследование NYT, заявил: «Безусловно, появление в иностранных СМИ публикаций с сомнениями относительно причастности России к нападению на Константиновку влечет за собой рост конспирологических теорий, поэтому требует проверки и правовой оценки со стороны следственных органов…».

### Международное сообщество
Европейский союз осудил нападение и счёл его военным преступлением: 

Россия продолжает терроризировать гражданское население Украины. […] Эта атака последовала за эскалацией, имевшей место в последние месяцы, с применением ракет и беспилотников по всей Украине, в особенности против гражданских объектов, в результате которых только за последние две недели погибло и было ранено более 410 гражданских лиц.
Пресс-секретарь Белого дома Карин Жан-Пьер заявила, что «эти жестокие российские нападения подчеркнули важность продолжения поддержки народа Украины».